# Kanton L’Escarène
Der Kanton L’Escarène war von 1793 bis 2015 ein französischer Wahlkreis im Arrondissement Nizza, im Département Alpes-Maritimes und in der Region Provence-Alpes-Côte d’Azur. Hauptort (frz.: chef-lieu) war L’Escarène.
Der Kanton war 142,83 km² groß und hatte 9201 Einwohner (Stand: 2012).

## Gemeinden
| Gemeinde            | Einwohner (Stand: 2022) | Code postal | Code Insee |
| ------------------- | ----------------------- | ----------- | ---------- |
| Blausasc            | 1664                    | 06440       | 06019      |
| L’Escarène          | 2563                    | 06440       | 06057      |
| Lucéram             | 1249                    | 06440       | 06077      |
| Peille              | 2205                    | 06440       | 06091      |
| Peillon             | 1427                    | 06440       | 06092      |
| Touët-de-l’Escarène | 303                     | 06440       | 06142      |